# 亞利桑那動胸龜
亞利桑那動胸龜（學名：Kinosternon arizonense）為動胸龜屬下的一種龜。發現於美國的亞利桑那州和墨西哥的索諾拉州。